# Andreas Küttel
Andreas Küttel (Einsiedeln, 25 aprile 1979) è un ex saltatore con gli sci svizzero.

## Biografia
In Coppa del Mondo ha esordito il 2 dicembre 1995 a Lillehammer (23°), ha ottenuto il primo podio il 11 gennaio 2004 a Liberec (3°) e la prima vittoria il 3 dicembre 2005 a Lillehammer. Nel 2005-2006, la sua migliore stagione, ha chiuso al terzo posto la classifica generale e al secondo quella del Nordic Tournament.
In carriera ha preso parte a tre edizioni dei Giochi olimpici invernali, Salt Lake City 2002 (22° nel trampolino normale, 6° nel trampolino lungo, 7° nella gara a squadre), Torino 2006 (5° nel trampolino normale, 6° nel trampolino lungo, 7° nella gara a squadre) e Vancouver 2010 (35° nel trampolino normale, 24° nel trampolino lungo), a sette dei Campionati mondiali, vincendo una medaglia, e a cinque dei Mondiali di volo (6° sia nell'individuale sia nella gara a squadre a Tauplitz 2006 i migliori risultati).

## Palmarès

### Mondiali
- 1 medaglia:
  - 1 oro (trampolino lungo a Liberec 2009)

### Mondiali juniores
- 1 medaglia:
  - 1 bronzo (trampolino normale ad Asiago 1996)

### Coppa del Mondo
- Miglior piazzamento in classifica generale: 3º nel 2006
- 15 podi (tutti individuali):
  - 5 vittorie
  - 4 secondi posti
  - 6 terzi posti

#### Coppa del Mondo - vittorie
| Data             | Località               | Nazione   | Trampolino                 |
| ---------------- | ---------------------- | --------- | -------------------------- |
| 3 dicembre 2005  | Lillehammer            | Norvegia  | Lysgårdsbakken HS134       |
| 10 dicembre 2005 | Harrachov              | Rep. Ceca | Čerťák HS142               |
| 7 marzo 2006     | Kuopio                 | Finlandia | Puijo HS127                |
| 1º gennaio 2007  | Garmisch-Partenkirchen | Germania  | Große Olympiaschanze HS125 |
| 23 dicembre 2007 | Engelberg              | Svizzera  | Gross-Titlis-Schanze HS137 |

#### Torneo dei quattro trampolini
- 2 podi di tappa[3]:
  - 1 vittoria
  - 1 secondo posto

#### Nordic Tournament
- 3 podi di tappa[3]:
  - 1 vittoria
  - 2 secondi posti